# 泰·布利爾
泰勒·杰拉德·「泰」·布利爾（英語：Tyler Gerald "Ty" Burrell，1967年8月22日—）是美國的一位演員和喜劇演員。他最著名的角色是ABC情景喜劇摩登家庭中的Phil Dunphy角色，這個角色幫助他在2011年和2014年獲得黃金時段艾美獎。他出生在俄勒岡州格蘭茨帕斯。